# Metaconchoecia
Metaconchoecia is een geslacht van kreeftachtigen uit de klasse van de Ostracoda (mosselkreeftjes).

## Soorten
- Metaconchoecia acuta (Gooday, 1981)
- Metaconchoecia alta Chavtur, 2003
- Metaconchoecia ampla Chavtur, 2003
- Metaconchoecia australis (Gooday, 1981)
- Metaconchoecia crassiseta Chavtur, 2003
- Metaconchoecia discoveryi (Gooday, 1981)
- Metaconchoecia fowleri (Gooday, 1981)
- Metaconchoecia inflata (Gooday, 1981)
- Metaconchoecia longiseta Chavtur, 2003
- Metaconchoecia obtusa (Gooday, 1981)
- Metaconchoecia rotundata (G.W. Müller, 1906)
- Metaconchoecia skogsbergi (Iles, 1953)
- Metaconchoecia subinflata (Gooday, 1981)
- Metaconchoecia wolferi (Gooday, 1981)